# アダム・スカトゥーロ
アダム・スカトゥーロ（Adam Scaturro、1978年12月4日 - ）は、アメリカ合衆国の車いすラグビー選手。アメリカ合衆国フラッグスタッフ出身。

## 略歴
2001年、車いすラグビーを始めた。なおパラリンピックではロンドン大会・リオデジャネイロ大会・東京大会にアメリカ代表に選ばれてロンドン大会にて銅メダル・リオデジャネイロ大会・東京大会で銀メダル獲得。